# Wołów (Stąporków)
Wołów – dzielnica we wschodniej części miasta Stąporków w woj. świętokrzyskim, w powiecie koneckim. Rozpościera się wzdłuż ulicy Piłsudskiego do wschodniej granicy miasta. Do 1954 roku samodzielna wieś.

## Historia
Wołów to dawna wieś. Należał początkowo do gminy Niekłań Wielki w powiecie koneckim w guberni kieleckiej, a od 25 stycznia 1926 do gminy Odrowąż w woj. kieleckim. Tam 4 listopada 1933 roku utworzył gromadę o nazwie Wołów w gminie Odrowąż, obejmującą oprócz Wołowa także gajówkę Kopytków, leśniczówkę Wołów oraz lasy majątku Błaszków. 1 kwietnia 1939 roku wraz z główną częścią powiatu koneckiego włączony do woj. łódzkiego.
Podczas II wojny światowej włączony do Generalnego Gubernatorstwa (dystrykt radomski), nadal jako gromada w gminie Odrowąż, licząca w 1943 roku 323 mieszkańców. W czasie okupacji niemieckiej mieszkająca we wsi rodzina Piwowarskich udzieliła pomocy Żydom, Janowi i Mali Hendler, Izaakowi i Ryfce Nisenbaum, Dawidowi i Gutcie Fridberg. W 1986 roku Instytut Jad Waszem podjął decyzję o przyznaniu Józefowi, Stefanii, Henrykowi i Marianowi Piwowarskim tytułu Sprawiedliwych wśród Narodów Świata.
Po wojnie początkowo w województwie łódzkim, a od 6 lipca 1950 roku ponownie w województwa kieleckim, jako jedna z 21 gromad gminy Odrowąż w powiecie koneckim.
W związku z reformą znoszącą gminy jesienią 1954 roku, Wołów włączono do nowo utworzonej gromady Stąporków Nowy z siedzibą w Stąporkowie Nowym został siedzibą. W skład gromady Stąporków Nowy weszły: Sadykierz i (Stary) Stąporków ze zniesionej gminy Duraczów oraz Nieborów, Koprusa, Miła, Stąporków Nowy i Wołów ze zniesionej gminy Odrowąż.
Gromada Stąporków Nowy przetrwała zaledwie sześć tygodni, bo już 13 listopada 1954 roku zniesiono ją w związku z nadaniem jej statusu osiedla o nazwie Stąporków, przez co Wołów stał się integralną częścią Stąporkowa. 1 stycznia 1967 roku osiedlu Stąporków nadano status miasta, w związku z czym Wołów stał się obszarem miejskim.